# Legião Urbana e Paralamas Juntos
Legião Urbana e Paralamas Juntos é um álbum ao vivo em conjunto das bandas brasileiras de rock Legião Urbana e Os Paralamas do Sucesso, lançado em 2009 pela EMI.
Gravada em 3 de setembro de 1988 no Teatro Fênix, a apresentação foi exibida pela Rede Globo naquele mesmo ano. Trata-se do quarto álbum ao vivo de Legião Urbana e o oitavo de Os Paralamas do Sucesso.

## Contexto e repertório
A amizade entre as duas bandas vinha desde antes de suas estreias em estúdio. Os Paralamas do Sucesso haviam lançado, em seu primeiro álbum (Cinema Mudo), a faixa "Química", escrita pelo vocalista, violonista e tecladista da Legião Urbana, Renato Russo. Ao conhecer a canção, Jorge Davidson, gerente artístico do departamento internacional da EMI, interessou-se por Renato e assim a Legião Urbana acabou notada por uma grande gravadora.
A ideia de juntar as duas bandas partiu do produtor Carlos Alberto Sion, que na época atuava como braço direito do diretor de núcleo da Globo, Roberto Talma. Ele acreditava que o canal ainda não dava um espaço ao rock nacional condizente com a popularidade de que o gênero gozava nas rádios, casas de shows e festas. Ele já tinha uma relação com os Paralamas, pois havia levado o grupo ao Montreux Jazz Festival, em 1987.
O projeto original envolvia um segundo show, desta vez com as bandas Barão Vermelho e Titãs. A ideia era juntar duas bandas de duas gravadoras (Warner Music e EMI Music, tendo o projeto final envolvido os artistas desta última).
Foi acordado que a mixagem de som ficaria a cargo da Som Livre, gravadora que a Globo havia lançado 20 anos antes para editar as trilhas sonoras de suas novelas. A medida foi tomada para garantir a qualidade do som transmitido na televisão. As imagens foram gravadas com câmeras de fitas de duas polegadas, que só suportavam três canções. Isso fez com que o show sofresse diversas paradas.
Durante o show, Renato e o vocalista e guitarrista dos Paralamas, Herbert Vianna, cantaram juntos "Nada por Mim" (composição de Herbert em parceria com Paula Toller que figurou no disco Kid Abelha - Ao Vivo, do Kid Abelha, grupo princial de Paula) e as duas bandas tocaram também "Ainda É Cedo", composta pelos integrantes da Legião, (Dado Villa-Lobos, Renato Russo e Marcelo Bonfá) e Ico Ouro-Preto, e a emendaram com "Jumpin' Jack Flash", dos The Rolling Stones. No restante do show, ambos os grupos se revezavam no palco.

## Lançamento em CD e DVD
A EMI Music decidiu relançar o show em CD e DVD em 2009, dando um novo tratamento às imagens e ao som, o que foi possível após um trabalho de restauração. O DVD continha alguns conteúdos extras, como depoimentos de Bussunda, Tony Ramos, Cláudia Abreu, Stepan Nercessian, Carlos Lombardi e Fernando Gabeira, além de falas de Renato e Herbert.

## Lista de faixas
Fonte dos créditos das composições:
| Legião Urbana e Paralamas Juntos – Edição em DVD |                                        |                                                                                             |         |  |
| N.º                                              | Título                                 | Compositor(es)                                                                              | Duração |  |
| 1.                                               | "Purple Haze / Ska / Get Back"         | Jimi Hendrix / Herbert Vianna / Lennon & McCartney                                          |         |  |
| 2.                                               | "Será"                                 | Dado Villa-Lobos; Renato Russo; Marcelo Bonfá                                               | 2:33    |  |
| 3.                                               | "Meu Erro"                             | Herbert Vianna                                                                              | 3:27    |  |
| 4.                                               | "Tédio (Com Um T Bem Grande Pra Você)" | Renato Russo                                                                                | 2:32    |  |
| 5.                                               | "Depois Que o Ilê Passar"              | Milton Souza de Jesus                                                                       | 0:52    |  |
| 6.                                               | "Tempo Perdido"                        | Renato Russo                                                                                | 3:57    |  |
| 7.                                               | "Alagados"                             | Bi Ribeiro; João Barone; Herbert Vianna                                                     | 6:27    |  |
| 8.                                               | "O Beco"                               | Bi Ribeiro; Herbert Vianna                                                                  | 2:50    |  |
| 9.                                               | "Que Pais É Este"                      | Renato Russo                                                                                | 3:10    |  |
| 10.                                              | "Nada Por Mim"                         | Herbert Vianna                                                                              | 2:17    |  |
| 11.                                              | "Dois Elefantes"                       | Herbert Vianna                                                                              | 4:22    |  |
| 12.                                              | "Eu Sei"                               | Renato Russo                                                                                | 3:10    |  |
| 13.                                              | "Ainda É Cedo / Jumpin' Jack Flash"    | Dado Villa-Lobos; Renato Russo; Marcelo Bonfá; Ico Ouro-Preto / Keith Richards; Mick Jagger | 3:45    |  |

| Legião Urbana e Paralamas Juntos – Edição em CD |                                        |                                                                                             |         |  |
| N.º                                             | Título                                 | Compositor(es)                                                                              | Duração |  |
| 1.                                              | "Será"                                 | Dado Villa-Lobos; Renato Russo; Marcelo Bonfá                                               | 2:33    |  |
| 2.                                              | "Meu Erro"                             | Herbert Vianna                                                                              | 3:27    |  |
| 3.                                              | "Tédio (Com Um T Bem Grande Pra Você)" | Renato Russo                                                                                | 2:32    |  |
| 4.                                              | "Depois Que o Ilê Passar"              | Milton Souza de Jesus                                                                       | 0:52    |  |
| 5.                                              | "Tempo Perdido"                        | Renato Russo                                                                                | 3:57    |  |
| 6.                                              | "Alagados"                             | Bi Ribeiro; João Barone; Herbert Vianna                                                     | 6:27    |  |
| 7.                                              | "O Beco"                               | Bi Ribeiro; Herbert Vianna                                                                  | 2:50    |  |
| 8.                                              | "Que Pais É Este"                      | Renato Russo                                                                                | 3:10    |  |
| 9.                                              | "Nada Por Mim"                         | Herbert Vianna                                                                              | 2:17    |  |
| 10.                                             | "Dois Elefantes"                       | Herbert Vianna                                                                              | 4:22    |  |
| 11.                                             | "Eu Sei"                               | Renato Russo                                                                                | 3:10    |  |
| 12.                                             | "Ainda É Cedo/ Jumpin' Jack Flash"     | Dado Villa-Lobos; Renato Russo; Marcelo Bonfá; Ico Ouro-Preto / Keith Richards; Mick Jagger | 3:45    |  |
| Duração total:                                  | Duração total:                         | Duração total:                                                                              | 39:22   |  |